# Astra
 For alternative betydninger, se AstraZeneca.
Astra er det nationale naturfagscenter i Danmark. Ifølge hjemmesiden har astra "fokus på at styrke undervisningen i de naturvidenskabelige fag til gavn for hele samfundet."
Astra blev dannet i 2014 ved en fusion mellem Danish Science Factory og NTS-centeret. I 2016 blev Astra slået sammen med Science Talenter.
Astra arrangerer hvert år Big Bang Konferencen, Unge Forskere, Naturvidenskabsfestival, Masseeksperimentet og står bag Testoteket.